# David Kollar
David Kollar (* 25. října 1983, Prešov) je slovenský kytarista a hudební skladatel.
Pochází z hudební rodiny a hudbě se tak věnoval již od dětství. Svou kariéru zahájil již koncem devadesátých let v různých amatérských skupinách. Několik let studoval u Andreje Šebana a v roce 2005 vydal první album se svou kapelou nazvané Free Your Minds. Je zakladatelem hudebního vydavatelství Mystery Stable, které publikuje jeho nahrávky. Vedle koncertování a nahrávání alb se věnuje rovněž skládání filmové a divadelní hudby. Je například autorem hudby k filmu Comeback režiséra Mira Rema. Během své kariéry spolupracoval s mnoha hudebníky, mezi které patří například Pat Mastelotto, Lenka Dusilová, Paolo Raineri a India Czajkowska.